# Tara Fares
Tara Faris Ximon, més coneguda com a Tara Fares (àrab: تارة فارس, Tāra Fāris) (Bagdad, 10 de gener de 1996 - Bagdad, 27 de setembre de 2018), fou una model iraquiana. Escollida Miss Bagdad i, posteriorment, Miss Iraq l'any 2014, esdevingué una de les personalitats iraquianes més populars de les xarxes socials nacionals. Adaptada a un mode de vida «occidental» fou assassinada a Bagdad el setembre de 2018.

## Biografia
Nasqué a Bagdad, filla de pare iraquià i de mare libanesa, i visqué durant un temps a Arbela, al Kurdistan meridional. L'any 2014 guanyà els concursos de Miss Bagdad i, posteriorment, el de Miss Iraq. Viatjà alguns mesos a Europa, abans de tornar a Bagdad, on portà una vida occidentalitzada.
Publicà en el seu compte d'Instagram, de 2,7 milions de subscriptors, algunes fotos on apareixia més o menys vestida on es mostraven els seus tatuatges, que sorprengueren a una part de la societat iraquiana conservadora. Fares es convertí en una de les personalitats iraquianes més influents a les xarxes socials.
Cap el final del 27 de setembre de 2018, fou abatuda en tres ocasions, mentre conduïa el seu Porsche blanc descapotable, en un carrer del barri de Camp Sarah. El seu company, que l'acompanyava, la portà a les urgències de l'hospital Sheik Zayed, on es constatà la seva defunció i se li practicà l'autòpsia. La mort de Fares provocà diversos homenatges. El Ministeri de l'Interior iraquià anuncià la investigació del cas. Amb relació a l'autoria de l'assassinat, les sospites es volcaren sobre unitats xiïtes de les Forces de Mobilització Popular.